# Grammy Awards 2014
Die 56. Verleihung des wichtigsten US-amerikanischen Musikpreises, des Grammy, fand am 26. Januar 2014 im Staples Center von Los Angeles statt. Bei den Grammy Awards 2014 wurden Musiker, Liedautoren und weitere erfolgreiche Akteure im Musikgeschäft ausgezeichnet. Grundlage sind Veröffentlichungen zwischen dem 1. Oktober 2012 und dem 30. September 2013. Die Zahl der Kategorien stieg gegenüber dem Vorjahr um eins auf 82.

## Allgemeines
Bei den Kategorien gab es in diesem Jahr drei Anpassungen. Das Genre Hard Rock wurde dem Bereich der Rockmusik zugeordnet. Vorher war es mit Metal in einer Kategorie, das jetzt eine eigenständige Klasse ist. Bei filmischen Musikwerken wird jetzt nicht mehr zwischen Kurz- und Langvideo unterschieden, sondern zwischen Musikvideo und Musikfilm, also zwischen Begleitfilmen zu einzelnen Musikstücken und längeren Filmen mit über 50 % Musikanteil. Und schließlich wurde die Kategorie mit der Musik aus amerikanischen Wurzeln (Blues, Folk, Bluegrass etc.) um einen Songwriter-Award erweitert (Best American Roots Song).
Auch bei diesen Awards wurde ein Nominierungskonzert veranstaltet. Es fand am 6. Dezember 2013 im Nokia Theatre in Los Angeles statt, wo schon 2008 und 2011 die Bekanntgabe der Auszeichnungskandidaten stattgefunden hatte. Erfolgreichste Künstler bei der Verleihung Ende Januar war dann das House-Duo Daft Punk. Fünfmal wurden sie bzw. ihre Werke ausgezeichnet, die beiden Hauptkategorien Single und Album des Jahres gingen an die beiden Franzosen, die während der Veranstaltung in Roboter-ähnlicher Vollverkleidung auftraten und selbst kein Wort sprachen. Vier Auszeichnungen gingen an das Rapduo Macklemore & Ryan Lewis, die nicht nur die besten neuen Künstler waren, sondern auch im Rap-Bereich dominierten. Mit sieben Nominierungen waren sie angetreten. Vier Auszeichnungen wurden auch für Altmeister Paul McCartneys Werke vergeben, neben drei weniger beachteten Kategorien auch die für den Rocksong des Jahres. Ebenfalls sieben Nominierungen hatte vorher Justin Timberlake, immerhin dreimal wurde er ausgezeichnet, genauso oft wie der Produzent des Jahres Pharrell Williams. Die erfolgreichste Teilnehmerin, die nicht aus den USA kam, war die Neuseeländerin Lorde. Mit ihrem Song Royals gewann sie die vierte Hauptkategorie Song des Jahres und eine weitere Popkategorie.
Für Musiker aus dem deutschsprachigen Raum gab es zwei Auszeichnungen. Musikproduzent Zedd konnte mit der besten Dance-Aufnahme überzeugen und das NDR Sinfonieorchester war zusammen mit der japanischen Violinistin Midori für eine erfolgreiche Sammlung von Hindemith-Werken verantwortlich. Die Elektro-Pioniere Kraftwerk wurden zudem für ihre Lebensleistung ausgezeichnet.

## Hauptkategorien
Single des Jahres (Record of the Year):
- Get Lucky von Daft Punk & Pharrell Williams
- nominiert waren außerdem:
  - Radioactive von Imagine Dragons
  - Royals von Lorde
  - Locked Out of Heaven von Bruno Mars
  - Blurred Lines von Robin Thicke feat. T.I. & Pharrell Williams

Album des Jahres (Album of the Year):
- Random Access Memories von Daft Punk
- nominiert waren außerdem:
  - The Blessed Unrest von Sara Bareilles
  - Good Kid, M.A.A.D City von Kendrick Lamar
  - The Heist von Macklemore & Ryan Lewis
  - Red von Taylor Swift

Song des Jahres (Song of the Year):
- Royals von Lorde (Autoren: Joel Little, Ella Yelich O’Connor)
- nominiert waren außerdem:
  - Just Give Me a Reason von Pink feat. Nate Ruess (Autoren: Jeff Bhasker, Pink, Nate Ruess)
  - Locked Out of Heaven von Bruno Mars (Autoren: Philip Lawrence, Ari Levine, Bruno Mars)
  - Roar von Katy Perry (Autoren: Lukasz Gottwald, Max Martin, Bonnie McKee, Katy Perry, Henry Walter)
  - Same Love von Macklemore & Ryan Lewis feat. Mary Lambert (Autoren: Ben Haggerty, Mary Lambert, Ryan Lewis)

Bester neuer Künstler (Best New Artist):
- Macklemore & Ryan Lewis
- nominiert waren außerdem:
  - James Blake
  - Kendrick Lamar
  - Kacey Musgraves
  - Ed Sheeran

## Pop
Beste Pop-Solodarbietung (Best Pop Solo Performance):
- Royals von Lorde
- nominiert waren außerdem:
  - Brave von Sara Bareilles
  - When I Was Your Man von Bruno Mars
  - Roar von Katy Perry
  - Mirrors von Justin Timberlake

Beste Popdarbietung eines Duos / einer Gruppe (Best Pop Duo or Group Performance):
- Get Lucky von Daft Punk & Pharrell Williams
- nominiert waren außerdem:
  - Just Give Me a Reason von Pink feat. Nate Ruess
  - Stay von Rihanna feat. Mikky Ekko
  - Blurred Lines von Robin Thicke feat. T.I. & Pharrell Williams
  - Suit & Tie von Justin Timberlake & Jay-Z

Bestes Instrumentalalbum – Pop (Best Pop Instrumental Album):
- Steppin' Out von Herb Alpert
- nominiert waren außerdem:
  - The Beat von Boney James
  - Handpicked von Earl Klugh
  - Summer Horns von Dave Koz, Gerald Albright, Mindi Abair & Richard Elliot
  - Hacienda von der Jeff Lorber Fusion

Bestes Gesangsalbum – Pop (Best Pop Vocal Album):
- Unorthodox Jukebox von Bruno Mars
- nominiert waren außerdem:
  - Paradise von Lana Del Rey
  - Pure Heroine von Lorde
  - Blurred Lines von Robin Thicke
  - The 20/20 Experience - The Complete Experience von Justin Timberlake

## Dance / Electronica
Beste Dance-Aufnahme (Best Dance Recording):
- Clarity von Zedd feat. Foxes
- nominiert waren außerdem:
  - Need U (100 %) von Duke Dumont feat. A*M*E & MNEK
  - Sweet Nothing von Calvin Harris feat. Florence Welch
  - Atmosphere von Kaskade
  - This Is What It Feels Like von Armin Van Buuren feat. Trevor Guthrie

Bestes Dance-/Electronica-Album (Best Dance/Electronica Album):
- Random Access Memories von Daft Punk
- nominiert waren außerdem:
  - Settle von Disclosure
  - 18 Months von Calvin Harris
  - Atmosphere von Kaskade
  - A Color Map of the Sun von den Pretty Lights

## Traditioneller Pop
Bestes Gesangsalbum – Traditioneller Pop (Best Traditional Pop Vocal Album):
- To Be Loved von Michael Bublé
- nominiert waren außerdem:
  - Viva Duets von Tony Bennett und verschiedene Interpreten
  - The Standards von Gloria Estefan
  - Cee Lo's Magic Moment von CeeLo Green
  - Now von Dionne Warwick

## Rock
Beste Rock-Darbietung (Best Rock Performance):
- Radioactive von Imagine Dragons
- nominiert waren außerdem:
  - Always Alright von Alabama Shakes
  - The Stars (Are out Tonight) von David Bowie
  - Kashmir (Live) von Led Zeppelin
  - My God Is the Sun von den Queens of the Stone Age
  - I’m Shakin’ von Jack White

Beste Metal-Darbietung (Best Metal Performance):
- God Is Dead? von Black Sabbath
- nominiert waren außerdem:
  - T.N.T. von Anthrax
  - The Enemy Inside von Dream Theater
  - In Due Time von Killswitch Engage
  - Room 24 von Volbeat feat. King Diamond

Bester Rocksong (Best Rock Song):
- Cut Me Some Slack von Paul McCartney, Dave Grohl, Krist Novoselic & Pat Smear (Autoren: Dave Grohl, Paul McCartney, Krist Novoselic, Pat Smear)
- nominiert waren außerdem:
  - Ain’t Messin ’Round von Gary Clark Jr. (Autor: Gary Clark Jr.)
  - Doom and Gloom von den Rolling Stones (Autoren: Mick Jagger, Keith Richards)
  - God Is Dead? von Black Sabbath (Autoren: Geezer Butler, Tony Iommi, Ozzy Osbourne)
  - Panic Station von Muse (Autor: Matthew Bellamy)

Bestes Rock-Album (Best Rock Album):
- Celebration Day von Led Zeppelin
- nominiert waren außerdem:
  - 13 von Black Sabbath
  - The Next Day von David Bowie
  - Mechanical Bull von den Kings of Leon
  - …Like Clockwork von den Queens of the Stone Age
  - Psychedelic Pill von Neil Young mit Crazy Horse

## Alternative
Bestes Alternative-Album (Best Alternative Music Album):
- Modern Vampires of the City von Vampire Weekend
- nominiert waren außerdem:
  - The Worse Things Get, the Harder I Fight, the Harder I Fight, the More I Love You von Neko Case
  - Trouble Will Find Me von The National
  - Hesitation Marks von den Nine Inch Nails
  - Lonerism von Tame Impala

## Rhythm & Blues
Beste R&B-Darbietung (Best R&B Performance):
- Something von Snarky Puppy mit Lalah Hathaway
- nominiert waren außerdem:
  - Love and War von Tamar Braxton
  - Best of Me von Anthony Hamilton
  - Nakamarra von Hiatus Kaiyote feat. Q-Tip
  - How Many Drinks? von Miguel feat. Kendrick Lamar

Beste Darbietung – Traditioneller R&B (Best Traditional R&B Performance):
- Please Come Home von Gary Clark Jr.
- nominiert waren außerdem:
  - Get It Right von Fantasia
  - Quiet Fire von Maysa
  - Hey Laura von Gregory Porter
  - Yesterday von Ryan Shaw

Bester R&B-Song (Best R&B Song):
- Pusher Love Girl von Justin Timberlake (Autoren: James Fauntleroy, Jerome Harmon, Timothy Mosley, Justin Timberlake)
- nominiert waren außerdem:
  - Best of Me von Anthony Hamilton (Autor: Anthony Hamilton)
  - Love and War von Tamar Braxton (Autoren: Tamar Braxton, Darhyl Camper, LaShawn Daniels, Makeba Riddick)
  - Only One von PJ Morton feat. Stevie Wonder (Autor: PJ Morton)
  - Without Me von Fantasia (Autoren: Fantasia Barrino, Missy Elliott, Al Sherrod Lambert, Harmony Samuels, Kyle Stewart)

Bestes Urban-Contemporary-Album (Best Urban Contemporary Album):
- Unapologetic von Rihanna
- nominiert waren außerdem:
  - Love and War von Tamar Braxton
  - Side Effects of You von Fantasia
  - One: In the Chamber von Salaam Remi
  - New York: A Love Story von Mack Wilds

Bestes R&B-Album (Best R&B Album):
- Girl on Fire von Alicia Keys
- nominiert waren außerdem:
  - R&B Divas von Faith Evans
  - Love in the Future von John Legend
  - Better von Chrisette Michele
  - Three Kings von TGT

## Rap
Beste Rap-Darbietung (Best Rap Performance):
- Thrift Shop von Macklemore & Ryan Lewis
- nominiert waren außerdem:
  - Started from the Bottom von Drake
  - Berzerk von Eminem
  - Tom Ford von Jay-Z
  - Swimming Pools (Drank) von Kendrick Lamar

Beste Zusammenarbeit – Rap/Gesang (Best Rap/Sung Collaboration):
- Holy Grail von Jay-Z feat. Justin Timberlake
- nominiert waren außerdem:
  - Power Trip von J. Cole feat. Miguel
  - Part II (On the Run) von Jay-Z feat. Beyoncé
  - Now or Never von Kendrick Lamar feat. Mary J. Blige
  - Remember You von Wiz Khalifa feat. The Weeknd

Bester Rap-Song (Best Rap Song):
- Thrift Shop von Macklemore & Ryan Lewis feat. Wanz (Autoren: Ben Haggerty, Ryan Lewis)
- nominiert waren außerdem:
  - F***in' Problems von A$AP Rocky feat. Drake, 2 Chainz & Kendrick Lamar (Autoren: Tauheed Epps, Aubrey Graham, Kendrick Lamar, Rakim Mayers, Noah Shebib)
  - Holy Grail von Jay-Z feat. Justin Timberlake (Autoren: Shawn Carter, Terius Nash, J. Harmon, Timothy Mosley, Justin Timberlake, Ernest Wilson)
  - New Slaves von Kanye West (Autoren: Christopher Breaux, Ben Bronfman, Mike Dean, Louis Johnson, Malik Jones, Elon Rutberg, Sakiya Sandifer, Che Smith, Kanye West, Cydell Young, (Anna Adamis, Gabór Presser))
  - Started from the Bottom von Drake (Autoren: W. Coleman, Aubrey Graham, Noah Shebib)

Bestes Rap-Album (Best Rap Album):
- The Heist von Macklemore & Ryan Lewis
- nominiert waren außerdem:
  - Nothing Was the Same von Drake
  - Magna Carta...Holy Grail von Jay-Z
  - Good Kid, M.a.a.d. City von Kendrick Lamar
  - Yeezus von Kanye West

## Country
Beste Country-Solodarbietung (Best Country Solo Performance):
- Wagon Wheel von Darius Rucker
- nominiert waren außerdem:
  - I Drive Your Truck von Lee Brice
  - I Want Crazy von Hunter Hayes
  - Mama's Broken Heart von Miranda Lambert
  - Mine Would Be You von Blake Shelton

Beste Countrydarbietung eines Duos oder einer Gruppe (Best Country Duo or Group Performance):
- From This Valley von The Civil Wars
- nominiert waren außerdem:
  - Don't Rush von Kelly Clarkson feat. Vince Gill
  - Your Side of the Bed von Little Big Town
  - Highway Don't Care von Tim McGraw, Taylor Swift & Keith Urban
  - You Can't Make Old Friends von Kenny Rogers mit Dolly Parton

Bester Countrysong (Best Country Song):
- Merry Go 'Round von Kacey Musgraves (Autoren: Shane McAnally, Kacey Musgraves, Josh Osborne)
- nominiert waren außerdem:
  - Begin Again von Taylor Swift (Autorin: Taylor Swift)
  - I Drive Your Truck von Lee Brice (Autoren: Jessi Alexander, Connie Harrington, Jimmy Yeary)
  - Mama's Broken Heart von Miranda Lambert (Autoren: Brandy Clark, Shane McAnally, Kacey Musgraves)
  - Mine Would Be You von Blake Shelton (Autoren: Jessi Alexander, Connie Harrington, Derec Ruttan)

Bestes Countryalbum (Best Country Album):
- Same Trailer, Different Park von Kacey Musgraves
- nominiert waren außerdem:
  - Night Train von Jason Aldean
  - Two Lanes of Freedom von Tim McGraw
  - Based on a True Story von Blake Shelton
  - Red von Taylor Swift

## New Age
Bestes New-Age-Album (Best New Age Album):
- Love's River von Laura Sullivan
- nominiert waren außerdem:
  - Lux von Brian Eno
  - Illumination von Peter Kater
  - Final Call von Kitarō
  - Awakening the Fire von R. Carlos Nakai & Will Clipman

## Jazz
Beste Solo-Jazzimprovisation (Best Improvised Jazz Solo):
- Orbits von Wayne Shorter
- nominiert waren außerdem:
  - Don't Run von Terence Blanchard
  - Song for Maura von Paquito D’Rivera
  - Song Without Words #4: Duet von Fred Hersch
  - Stadium Jazz von Donny McCaslin

Bestes Jazz-Gesangsalbum (Best Jazz Vocal Album):
- Liquid Spirit von Gregory Porter
- nominiert waren außerdem:
  - The World According to Andy Bey von Andy Bey
  - Attachments von Lorraine Feather
  - WomanChild von Cécile McLorin Salvant
  - After Blue von Tierney Sutton

Bestes Jazz-Instrumentalalbum (Best Jazz Instrumental Album):
- Money Jungle: Provocative in Blue von Terri Lyne Carrington
- nominiert waren außerdem:
  - Guided Tour vom New Gary Burton Quartet
  - Life Forum von Gerald Clayton
  - Pushing the World Away von Kenny Garrett
  - Out Here von Christian McBride Trio

Bestes Album eines Jazz-Großensembles (Best Large Jazz Ensemble Album):
- Night in Calisia von Randy Brecker, Włodek Pawlik Trio & Kalisz Philharmonic
- nominiert waren außerdem:
  - Brooklyn Babylon von Darcy James Argue’s Secret Society
  - Wild Beauty vom Brussels Jazz Orchestra feat. Joe Lovano
  - March Sublime von Alan Ferber
  - Intrada von der Dave Slonaker Big Band

Bestes Latin-Jazz-Album (Best Latin Jazz Album):
- Song for Maura von Paquito D’Rivera und dem Trio Corrente
- nominiert waren außerdem:
  - La noche más larga von Buika
  - Yo von Roberto Fonseca
  - Eggūn von Omar Sosa
  - Latin Jazz - Jazz Latin vom Wayne Wallace Latin Jazz Quintet

## Gospel / Christliche Popmusik
Beste Darbietung Gospel / christliche Popmusik (Best Gospel/Contemporary Christian Music Performance):
- Break Every Chain [Live] von Tasha Cobbs
- nominiert waren außerdem:
  - Hurricane von Natalie Grant
  - Lord, I Need You von Matt Maher
  - Overcomer von Mandisa
  - If He Did It Before...Same God [Live] von Tye Tribbett

Bester Gospelsong (Best Gospel Song):
- If He Did It Before...Same God von Tye Tribbett (Autor: Tye Tribbett)
- nominiert waren außerdem:
  - Have Your Way von Deitrick Haddon (Autoren: Calvin Frazier, Deitrick Haddon)
  - If I Believe von Charlie Wilson (Autoren: Wirlie Morris, Michael Paran, Charlie Wilson, Mahin Wilson)
  - A Little More Jesus von Erica Campbell (Autoren: Erica Campbell, Tina Campbell, Warryn Campbell)
  - Still von Percy Bady feat. Lowell Pye (Autor: Percy Bady)

Bester Song der christlichen Popmusik (Best Contemporary Christian Music Song):
- Overcomer von Mandisa (Autoren: David Garcia, Ben Glover, Christopher Stevens)
- nominiert waren außerdem:
  - Hurricane von Natalie Grant (Autoren: Matt Bronleewe, Natalie Grant, Cindy Morgan)
  - Love Take Me Over von Steven Curtis Chapman (Autor: Steven Curtis Chapman)
  - Speak Life von Tobymac (Autoren: Toby McKeehan, Jamie Moore, Ryan Stevenson)
  - Whom Shall I Fear (God of Angel Armies) von Chris Tomlin (Autoren: Ed Cash, Scott Cash, Chris Tomlin)

Bestes Gospel-Album (Best Gospel Album):
- Greater Than [Live] von Tye Tribbett
- nominiert waren außerdem:
  - Grace [Live] von Tasha Cobbs
  - Best for Last: 20 Year Celebration Vol. 1 [Live] von Donald Lawrence
  - Best Days Yet von Bishop Paul S. Morton
  - God Chaser [Live] von William Murphy

Bestes Album der christlichen Popmusik (Best Contemporary Christian Music Album):
- Overcomer von Mandisa
- nominiert waren außerdem:
  - We Won’t Be Shaken von Building 429
  - All the People Said Amen [Live] von Matt Maher
  - Your Grace Find Me (Live) von Matt Redman
  - Burning Lights von Chris Tomlin

## Latin
Bestes Latin-Pop-Album (Best Latin Pop Album):
- Vida von Draco Rosa
- Nominiert waren außerdem:
  - Faith, Hope y Amor von Frankie J
  - Viajero frecuente von Ricardo Montaner
  - Syntek von Aleks Syntek
  - 12 historias von Tommy Torres

Bestes Latin-Rock-, Urban- oder Alternative-Album (Best Latin Rock, Urban or Alternative Album):
- Treinta días von La Santa Cecilia
- Nominiert waren außerdem:
  - El objeto antes llamado disco von Café Tacvba
  - Ojo por ojo von El Tri
  - Chances von Illya Kuryaki and the Valderramas
  - Repeat After Me von Los Amigos Invisibles

Bestes Album mit regionaler mexikanischer Musik einschließlich Tejano (Best Regional Mexican Music Album - Including Tejano):
- A mi manera von Mariachi Divas de Cindy Shea
- Nominiert waren außerdem:
  - El Free von Banda los Recoditos
  - En peligro de extinción von Intocable
  - Romeo y su nieta von Paquita la del Barrio
  - 13 celebrando el 13 von Joan Sebastian

Bestes Tropical-Latinalbum (Best Tropical Latin Album):
- Pacific Mambo Orchestra von Pacific Mambo Orchestra
- Nominiert waren außerdem:
  - 3.0 von Marc Anthony
  - Como te voy a olvidar von Los Ángeles Azules
  - Sergio George Presents Salsa Giants von verschiedenen Interpreten
  - Corazón profundo von Carlos Vives

## American Roots
Bestes American-Roots-Lied (Best American Roots Song):
- Love Has Come for You von Steve Martin & Edie Brickell (Autoren: Steve Martin, Edie Brickell)
- nominiert waren außerdem:
  - Build Me Up from Bones von Sarah Jarosz (Autorin: Sarah Jarosz)
  - Invisible von Steve Earle & the Dukes (& Duchesses) (Autor: Steve Earle)
  - Keep Your Dirty Lights On von Tim O’Brien & Darrell Scott (Autoren: Tim O’Brien, Darrell Scott)
  - Shrimp Po-Boy, Dressed von Allen Toussaint (Autor: Allen Toussaint)

Bestes Americana-Album (Best Americana Album):
- Old Yellow Moon von Emmylou Harris & Rodney Crowell
- nominiert waren außerdem:
  - Love Has Come for You von Steve Martin & Edie Brickell
  - Buddy and Jim von Buddy Miller & Jim Lauderdale
  - One True Vine von Mavis Staples
  - Songbook von Allen Toussaint

Bestes Bluegrass-Album (Best Bluegrass Album):
- The Streets of Baltimore von Del McCoury Band
- nominiert waren außerdem:
  - It's Just a Road von den Boxcars
  - Brothers of the Highway von Dailey & Vincent
  - This World Oft Can Be von Della Mae
  - Three Chords and the Truth von James King

Bestes Blues-Album (Best Blues Album):
- Get Up! von Ben Harper mit Charlie Musselwhite
- nominiert waren außerdem:
  - Remembering Little Walter von Billy Boy Arnold, Charlie Musselwhite, Mark Hummel, Sugar Ray Norcia & James Harman
  - Cotton Mouth Man von James Cotton
  - Seesaw von Beth Hart & Joe Bonamassa
  - Down in Louisiana von Bobby Rush

Bestes Folkalbum (Best Folk Album):
- My Favorite Picture of You von Guy Clark
- nominiert waren außerdem:
  - Sweetheart of the Sun von den Greencards
  - Build Me Up from Bones von Sarah Jarosz
  - The Ash & Clay von den Milk Carton Kids
  - They All Played for Us: Arhoolie Records 50th Anniversary Celebration von verschiedenen Interpreten

Bestes Album mit Musik mit regionalen Wurzeln (Best Regional Roots Music Album):
- Dockside Sessions von Terrance Simien & the Zydeco Experience
- nominiert waren außerdem:
  - The Life & Times Of...The Hot 8 Brass Band von der Hot 8 Brass Band
  - Hula Ku'i von Kahulanui
  - Le Fou von Zachary Richard
  - Apache Blessing & Crown Dance Songs von Joe Tohonnie Jr.

## Reggae
Bestes Reggae-Album (Best Reggae Album):
- Ziggy Marley in Concert von Ziggy Marley
- nominiert waren außerdem:
  - One Love, One Life von Beres Hammond
  - The Messiah von Sizzla
  - Reggae Connection von Sly & Robbie and the Jam Masters
  - Reincarnated von Snoop Lion

## Weltmusik
Bestes Weltmusikalbum (Best World Music Album):
- Savor Flamenco von den Gipsy Kings
- Live: Singing for Peace Around the World von Ladysmith Black Mambazo
- nominiert waren außerdem:
  - No Place for My Dream von Femi Kuti
  - The Living Room Sessions Part 2 von Ravi Shankar

## Für Kinder
Bestes Kinderalbum (Best Children’s Album):
- Throw a Penny in the Wishing Well von Jennifer Gasoi
- nominiert waren außerdem:
  - Blue Clouds von Elizabeth Mitchell & You Are My Flower
  - The Mighty Sky von Beth Nielsen Chapman
  - Recess von Jutin Roberts
  - Singing Our Way Through: Songs for the World's Bravest Kids von Alastair Moock & Friends

## Sprache
Bestes gesprochenes Album (eingeschlossen Lyrik, Hörbücher und Storytelling) (Best Spoken Word Album - includes poetry, audio books & storytelling):
- America Again: Re-becoming the Greatness We Never Weren't von Stephen Colbert
- nominiert waren außerdem:
  - Carrie and Me von Carol Burnett
  - Let's Explore Diabetes with Owls von David Sedaris
  - Still Foolin' 'Em von Billy Crystal
  - The Storm King von Pete Seeger

## Comedy
Bestes Comedyalbum (Best Comedy Album):
- Calm Down Gurrl von Kathy Griffin
- nominiert waren außerdem:
  - I'm Here to Help von Craig Ferguson
  - A Little Unprofessional von Ron White
  - Live von Tig Notaro
  - That's What I'm Talkin' About von Bob Saget

## Musical-Theater
Bestes Musical-Theater-Album (Best Musical Theater Album):
- Kinky Boots von der Original Broadway Cast mit Stark Sands, Billy Porter & Others (Produzenten: Sammy James Jr., Cyndi Lauper, Stephen Oremus, William Wittman; Text und Musik: Cyndi Lauper)
- nominiert waren außerdem:
  - Matilda: The Musical von der Original Broadway Cast (Hauptdarsteller: Bertie Carvel, Sophia Gennusa, Oona Laurence, Bailey Ryon, Milly Shapiro, Lauren Ward; Produzenten: Michael Croiter, Van Dean, Chris Nightingale; Text und Musik: Tim Minchin)
  - Motown, the Musical von der Original Broadway Cast mit Brandon Victor Dixon, Valisia LeKae, Charl Brown, Bryan Terrell Clark & Others (Produzenten: Frank Filipetti, Etha Popp)

## Musik für visuelle Medien
Bester zusammengestellter Soundtrack für visuelle Medien (Best Compilation Soundtrack for Visual Media):
- Sound City: Real to Reel von Dave Grohl und verschiedenen Interpreten
- nominiert waren außerdem:
  - Django Unchained von verschiedenen Interpreten
  - The Great Gatsby (Deluxe Edition) von verschiedenen Interpreten
  - Les Misérables (Deluxe Edition) von verschiedenen Interpreten
  - Muscle Shoals von verschiedenen Interpreten

Bester komponierter Soundtrack für visuelle Medien (Best Score Soundtrack for Visual Media):
- Skyfall von Thomas Newman
- nominiert waren außerdem:
  - Argo von Alexandre Desplat
  - The Great Gatsby von Craig Armstrong
  - Life of Pi von Mychael Danna
  - Lincoln von John Williams
  - Zero Dark Thirty von Alexandre Desplat

Bester Song geschrieben für visuelle Medien (Best Song Written for Visual Media):
- Skyfall von Adele (Film: James Bond 007: Skyfall; Autoren: Adele Adkins, Paul Epworth)
- nominiert waren außerdem:
  - Atlas von Coldplay (Film: Die Tribute von Panem – Catching Fire; Autoren: Guy Berryman, Jonny Buckland, Will Champion, Chris Martin)
  - Silver Lining von Jessie J (Film: Silver Linings; Autorin: Diane Warren)
  - We Both Know von Colbie Caillat feat. Gavin DeGraw (Film: Safe Haven – Wie ein Licht in der Nacht; Autoren: Colbie Caillat, Gavin DeGraw)
  - Young & Beautiful von Lana Del Rey (Film: Der große Gatsby; Autoren: Lana Del Rey, Rick Nowels)
  - You've Got Time von Regina Spektor (Film: Orange Is the New Black; Autorin: Regina Spektor)

## Komposition/Arrangement
Beste Instrumentalkomposition (Best Instrumental Composition):
- Pensamientos for Solo Alto Saxophone and Chamber Orchestra vom Clare Fischer Orchestra (Komponist: Clare Fischer)
- nominiert waren außerdem:
  - Bound Away von Chuck Owen & the Jazz Surge (Komponist: Chuck Owen)
  - California Pictures for String Quartet vom Quartet San Francisco (Komponist: Gordon Goodwin)
  - Koko on the Boulevard vom Scott Healy Ensemble (Komponist: Scott Healy)
  - string Quartet No. 1: Funky Diversion in Three Parts vom Quartet San Francisco (Komponist: Vince Mendoza)

Bestes Instrumentalarrangement (Best Instrumental Arrangement):
- On Green Dolphin Street von Gordon Goodwin’s Big Phat Band (Arrangeur: Gordon Goodwin)
- nominiert waren außerdem:
  - Invitation vom Kim Richmond Concert Jazz Orchestra (Arrangeur: Kim Richmond)
  - Side Hikes - A Ridge Away von Chuck Owen & the Jazz Surge (Arrangeur: Chuck Owen)
  - Skylark von Amy Dickson (Arrangeur: Nan Schwartz)
  - Wild Beauty vom Brussels Jazz Orchestra feat. Joe Lovano (Arrangeur: Gil Goldstein)

Bestes Instrumentalarrangement mit Gesangsbegleitung (Best Instrumental Arrangement Accompanying Vocals):
- Swing Low von Bobby McFerrin & Esperanza Spalding (Arrangeur: Gil Goldstein)
- nominiert waren außerdem:
  - La vida nos espera von Gian Marco (Arrangeur: Nan Schwartz)
  - Let's Fall in Love von Calabria Foti feat. Seth MacFarlane (Arrangeur: Chris Walden)
  - The Moon's a Harsh Mistress von John Hollenbeck (Arrangeur: John Hollenbeck)
  - What a Wonderful World von Gloria Estefan (Arrangeur: Shelly Berg)

## Handwerkliches
Bestes Aufnahme-Paket (Best Recording Package):
- Long Night Moon von Reckless Kelly (Künstlerische Leiter: Sarah Dodds, Shauna Dodds)
- nominiert waren außerdem:
  - Automatic Music Can Be Fun von Geneseo (Künstlerische Leiter: Mike Brown, Zac Decamp, Brian Grunert, Annie Stoll)
  - Magna Carta…Holy Grail von Jay-Z (Künstlerischer Leiter: Brian Roettinger)
  - Metallica Through the Never von Metallica (Künstlerische Leiter: Bruce Duckworth, Sarah Moffat, David Turner)
  - The Next Day von David Bowie (Künstlerischer Leiter: Jonathan Barnbrook)

Bestes Paket als Box / limitierte Sonderausgabe (Best Boxed / Special Limited Edition Package):
- Wings over America (Deluxe Edition) von Paul McCartney and Wings (Künstlerische Leiter: Simon Earith, James Musgrave)
- nominiert waren außerdem:
  - The Brussels Affair von den Rolling Stones (Künstlerische Leiter: Charles Dooher, Scott Sandler)
  - How Do You Do (Limited Edition Box Set) von Mayer Hawthorne (Künstlerischer Leiter: Mayer Hawthorne)
  - The Road to Red Socks von Mumford & Sons (Künstlerischer Leiter: Ross Stirling)
  - The Smith Tapes von verschiedenen Interpreten (Künstlerischer Leiter: Masaki Koike)

## Begleittexte
Bester Album-Begleittext (Best Album Notes):
- Afro Blue Impressions (Remastered & Expanded) von John Coltrane (Verfasser: Neil Tesser)
- nominiert waren außerdem:
  - Call It Art 1964-1965 vom New York Art Quartet (Verfasser: Ben Young)
  - Electric Music for the Mind & Body von Country Joe & the Fish (Verfasser: Alec Palao)
  - Strawinski: Le sacre du printemps vom New York Philharmonic unter Leitung von Leonard Bernstein (Verfasser: Jonathan Cott)
  - 360 Sound: The Columbia Records Story von verschiedenen Interpreten (Verfasser: Sean Wilentz)
  - Work Hard, Play Hard, Pray Hard: Hard Time, Good Time & End Time Music, 1923-1936 von verschiedenen Interpreten (Verfasser: Nathan Salsburg)

## Historisches
Bestes historisches Album (Best Historical Album):
- Charlie Is My Darling - Ireland 1965 von den Rolling Stones (Produzenten der Zusammenstellung: Teri Landi, Andrew Loog Oldham, Steve Rosenthal; Technik: Bob Ludwig)
- The Complete Sussex and Columbia Albums von Bill Withers (Produzent der Zusammenstellung: Leo Sacks; Technik: Joseph M. Palmaccio, Tom Ruff, Mark Wilder)
- nominiert waren außerdem:
  - Call It Art 1964-1965 vom New York Art Quartet (Produzenten und Technik der Zusammenstellung: Joe Lizzi, Ben Young)
  - Pictures of Sound: One Thousand Years of Educed Audio: 980-1980 von verschiedenen Interpreten (Produzenten der Zusammenstellung: Patrick Feaster, Steven Lance Ledbetter; Technik: Michael Graves)
  - Wagner: Der Ring des Nibelungen (Deluxe Edition) von Sir Georg Solti (Produzent der Zusammenstellung: Philip Siney; Technik: Ben Turner)

## Produktion, ohne Klassik
Beste Abmischung eines Albums (Best Engineered Album):
- Random Access Memories von Daft Punk (Technik: Peter Franco, Mick Guzauski, Florian Lagatta, Daniel Lerner; Mastering: Bob Ludwig)
- nominiert waren außerdem:
  - Annie Up von den Pistol Annies (Technik: Chuck Ainlay; Mastering: Bob Ludwig)
  - The Blue Room von Madeleine Peyroux (Technik: Helik Hadar, Leslie Ann Jones; Mastering: Bernie Grundman)
  - The Devil Put Dinosaurs Here von Alice in Chains (Technik: Paul Figueroa, Randy Staub; Mastering: Ted Jensen)
  - …Like Clockwork von den Queens of the Stone Age (Technik: Joe Barresi, Mark Rankin; Technik: Gavin Lurssen)
  - The Moorings von Andrew Duhon (Technik: Trina Shoemaker; Mastering: Eric Conn)

Produzent des Jahres (Producer of the Year):
- Pharrell Williams
- nominiert waren außerdem:
  - Rob Cavallo
  - Dr. Luke
  - Ariel Rechtshaid
  - Jeff Tweedy

Beste Remix-Aufnahme (Best Remixed Recording):
- Summertime Sadness von Lana Del Rey, Cedric Gervais Remix (von Cedric Gervais)
- nominiert waren außerdem:
  - Days Turn into Nights von Delerium featuring Michael Logen, Andy Caldwell Remix (von Andy Caldwell)
  - If I Lose Myself von OneRepublic, Alesso versus OneRepublic (Remix von Alesso)
  - Locked out of Heaven von Bruno Mars, Sultan + Ned Shepard Remix (von Ossama Al Sarraf, Ned Shepard)
  - One Love / People Get Ready von Bob Marley and the Wailers, Photek Remix (von Rupert Parkes)

## Produktion, Raumklang
Bestes Raumklang-Album (Best Surround Sound Album):
- Live Kisses von Paul McCartney (Technik: Al Schmitt, Tommy LiPuma)
- nominiert waren außerdem:
  - Sailing the Seas of Cheese (Deluxe Edition) von Primus (Technik: Les Claypool, Jason Mills, Stephen Marcussen, Jeff Fura)
  - Signature Sound Opus One von verschiedenen Interpreten (Technik: Leslie Ann Jones, Michael Romanowski, Herbert Waltl)
  - Sixteen Sunsets von Jane Ira Bloom (Technik: Jim Anderson, Darcy Proper, Jim Anderson, Jane Ira Bloom)
  - Sprung Rhythm von Inscape & Richard Scerbo (Technik: Daniel Shores, Dan Merceruio)

## Produktion, Klassik
Beste Abmischung eines Albums (Best Engineered Album):
- Winter Morning Walks von Dawn Upshaw, Maria Schneider, dem Australian Chamber Orchestra und dem St. Paul Chamber Orchestra (Technik: David Frost, Brian Losch, Tim Martyn)
- nominiert waren außerdem:
  - Hymn to the Virgin von Tone Bianca Sparre Dahl & Schola Cantorum (Technik: Morten Lindberg)
  - La voie triomphale von Ole Kristian Ruud & the Staff Band of the Norwegian Armed Forces (Technik: Morten Lindberg)
  - Roomful of Teeth von Brad Wells & Roomful of Teeth (Technik: Mark Donahue, Jesse Lewis)
  - Vinci: Artaserse von Philippe Jaroussky, Max Emanuel Cenčić, Daniel Behle, Franco Fagioli, Valer Barna-Sabadus, Yuriy Mynenko & dem Concerto Köln unter Leitung von Diego Fasolis (Technik: Hans-Martin Renz, Wolfgang Rixius, Ulrich Ruscher)

Produzent des Jahres (Producer of the Year):
- David Frost
- nominiert waren außerdem:
  - Manfred Eicher
  - Marina A. Ledin, Victor Ledin
  - James Mallinson
  - Jay David Saks

## Klassische Musik
Beste Orchesterdarbietung (Best Orchestral Performance):
- Sibelius: Sinfonien Nr. 1 und Nr. 4 vom Minnesota Orchestra unter Leitung von Osmo Vänskä
- nominiert waren außerdem:
  - Atterberg: Orchestral Works Vol. 1 von den Göteborger Symphonikern unter Leitung von Neeme Järvi
  - Lutosławski: Erste Sinfonie vom Los Angeles Philharmonic unter Leitung von Esa-Pekka Salonen
  - Schumann: Symphonie No. 2; Ouvertüren »Manfred« und »Genoveva« vom Orchestra Mozart unter Leitung von Claudio Abbado
  - Strawinski: Le sacre du printemps von den Berliner Philharmonikern unter Leitung von Sir Simon Rattle

Beste Opernaufnahme (Best Opera Recording):
- Adès: The Tempest von Simon Keenlyside, Isabel Leonard, Audrey Luna, Alan Oke und dem Metropolitan Orchestra and Chorus unter Leitung von Thomas Adès (Produzenten: Luisa Briccetti, Victoria Warivonchick)
- nominiert waren außerdem:
  - Britten: The Rape of Lucretia von Ian Bostridge, Peter Coleman-Wright, Susan Gritton, Angelika Kirchschlager und dem Aldeburgh Festival Ensemble unter Leitung von Oliver Knussen (Produzent: John Fraser)
  - Kleiberg: David & Bathsheba von Anna Einarsson, Johannes Weisser und dem Trondheim Symfoniorkester unter Leitung von Tõnu Kaljuste (Produzent: Morten Lindberg)
  - Vinci: Artaserse von Valer Barna-Sabadus, Daniel Behle, Max Emanuel Cenčić, Franco Fagioli, Philippe Jaroussky und dem Concerto Köln und dem Coro della Radiotelevisione Svizzera unter Leitung von Diego Fasolis (Produzent: Ulrich Ruscher)
  - Wagner: Der Ring des Nibelungen von Katarina Dalayman, Albert Dohmen, Stephen Gould, Eric Halfvarson, Linda Watson und dem Chor und Orchester der Wiener Staatsoper unter Leitung von Christian Thielemann (Produzent: Othmar Eichinger)

Beste Chordarbietung (Best Choral Performance):
- Pärt: Adam's Lament von Tui Hirv, Rainer Vilu, dem Eesti Filharmoonia Kammerkoor, der Sinfonietta Rīga und dem Tallinna Kammerorkester, dem Latvijas Radiokoris und Vox Clamantis unter Leitung von Tõnu Kaljuste
- nominiert waren außerdem:
  - Berlioz: Grande Messe des Morts von Barry Banks, dem London Symphony Orchestra, dem London Philharmonic Choir und dem London Symphony Chorus unter Leitung von Sir Colin Davis
  - Palestrina: Volume 3 von The Sixteen unter Leitung von Harry Christophers
  - Parry: Works for Chorus & Orchestra von Amanda Roocroft, dem BBC National Orchestra of Wales und dem BBC National Chorus of Wales, Chorleiter Adrian Partington, Dirigent Neeme Järvi
  - Whitbourn: Annelies von Ariana Zukerman, dem Lincoln Trio und den Westminster Williamson Voices unter Leitung von James Jordan

Beste Kammermusik-/Kleinensembledarbietung (Best Chamber Music/Small Ensemble Performance):
- Roomful of Teeth von Bard Wells und Roomful of Teeth
- nominiert waren außerdem:
  - Beethoven: Violinsonaten von Leonidas Kavakos und Enrico Pace
  - Cage: The 10,000 Things von Vicki Ray, William Winant, Aron Kallay & Tom Peters
  - Duo von Hélène Grimaud und Sol Gabetta
  - Times Go by Turns von der New York Polyphony

Bestes klassisches Instrumentalsolo (Best Classical Instrumental Solo):
- Corigliano: Conjurer: Concerto for Percussionist and String Orchestra von Evelyn Glennie mit der Albany Symphony unter Leitung von David Alan Miller
- nominiert waren außerdem:
  - Bartók / Eötvös / Ligeti von Patricia Kopatchinskaja mit dem Ensemble Modern und dem Frankfurt Radio Symphony Orchestra unter Leitung von Péter Eötvös
  - The Edge of Light von Gloria Cheng mit dem Calder Quartet
  - Lindberg: Klavierkonzert Nr. 2 von Yefim Bronfman mit dem New York Philharmonic unter Leitung von Alan Gilbert
  - Salonen: Violinkonzert; Nyx von Leila Josefowicz mit dem YLE Radion sinfoniaorkesteri unter Leitung von Esa-Pekka Salonen
  - Schubert: Klaviersonaten D. 845 und 960 von Maria João Pires

Bestes klassisches Gesangssolo (Best Classical Vocal Solo):
- Winter Morning Walks von Dawn Upshaw mit Maria Schneider, Jay Anderson, Frank Kimbrough, Scott Robinson, dem Australian Chamber Orchestra und dem St. Paul Chamber Orchestra
- nominiert waren außerdem:
  - Drama Queens von Joyce DiDonato mit Il complesso barocco unter Leitung von Alan Curtis
  - Mission von Cecilia Bartoli mit Philippe Jaroussky und I Barocchisti unter Leitung von Diego Fasolis
  - Schubert: Winterreise von Christoph Prégardien mit Michael Gees
  - Wagner von Jonas Kaufmann mit Markus Brück und dem Chor und Orchester der Deutschen Oper Berlin unter Leitung von Donald Runnicles

Bestes klassisches Sammelprogramm (Best Classical Compendium):
- Hindemith: Violinkonzert - Symphonic Metamorphosis - Konzertmusik op. 50, Dirigent: Christoph Eschenbach (mit Midori und dem NDR Sinfonieorchester)
- nominiert waren außerdem:
  - Holmboe: Concertos, Dirigent Dima Slobodeniouk (mit Erik Heide, Lars Anders Tomter und dem Norrköping Symphony Orchestra); Produzent: Preben Iwan
  - Tabakova: String Paths, Dirigent: Maxim Rysanov (mit dem Lietuvos Kamerinis Orkestras und verschiedenen Solisten); Produzent: Manfred Eicher

Beste zeitgenössische klassische Komposition (Best Contemporary Classical Composition):
- Winter Morning Walks von Maria Schneider (Interpreten: Dawn Upshaw, Maria Schneider, Jay Anderson, Frank Kimbrough, Scott Robinson und das Australian Chamber Orchestra)
- nominiert waren außerdem:
  - Klavierkonzert Nr. 2 von Magnus Lindberg (Interpreten: Yefim Bronfman mit dem New York Philharmonic unter Leitung von Alan Gilbert)
  - Adam's Lament von Arvo Pärt (Interpreten: der Latvijas Radiokoris, Vox Clamantis und Sinfonietta Rīga unter Leitung von Tõnu Kaljuste)
  - Violinkonzert von Salonen (Interpreten: Leila Josefowicz und das YLE Radion sinfoniaorkesteri unter Leitung von Esa-Pekka Salonen)
  - Partita for 8 Voices von Caroline Shaw (Interpreten: Brad Wells & Roomful of Teeth)

## Musikvideo / -film
Bestes Musikvideo (Best Music Video):
- Suit & Tie von Justin Timberlake feat. Jay-Z (Regie: David Fincher; Produzent: Timory King)
- nominiert waren außerdem:
  - Safe and Sound von Capital Cities (Regie: Grady Hall; Produzent: Buddy Enright)
  - Picasso Baby: A Performance Art Film von Jay-Z (Regie: Mark Romanek; Produzenten: Shawn Carter, Aristides McGarry)
  - Can’t Hold Us von Macklemore & Ryan Lewis feat. Ray Dalton (Regie: Jon Jon Augustavo, Jason Koenig, Ryan Lewis; Produzenten: Tricia Davis, Honna Kimmerer, Jenny Koenig)
  - I'm Shakin'  von Jack White (Regie: Dori Oskowitz; Produzent: Raquel Costello)

Bester Musikfilm (Best Music Film):
- Live Kisses von Paul McCartney (Regie: Jonas Åkerlund; Produzenten: Violaine Etienne, Aron Levine, Scott Rodger)
- nominiert waren außerdem:
  - Live 2012 von Coldplay (Regie: Paul Dugdale; Produzent: Jim Parsons)
  - ¡Cuatro! von Green Day (Regie: Tim Wheeler; Produzent: Tim Lynch)
  - I'm in, I'm out and I'm Gone: The Making of Get Up! von Ben Harper mit Charlie Musselwhite (Regie: Danny Clinch; Produzent: Ben Harper)
  - The Road to Red Rocks von Mumford & Sons (Regie: Nicholas Jack Davies, Frederick Scott; Produzent: Dan Bowen)

## Special Merit Awards

### Grammy Lifetime Achievement Award
- The Beatles
- Clifton Chenier
- The Isley Brothers
- Kraftwerk
- Kris Kristofferson
- Armando Manzanero
- Maud Powell

Trustees Award
- Rick Hall
- Jim Marshall
- Ennio Morricone

Technical Grammy Award
- Emile Berliner
- Lexicon